# Моштейру (Олейруш)
Моштейру (порт. Mosteiro) — район (фрегезия) в Португалии, входит в округ Каштелу-Бранку. Является составной частью муниципалитета Олейруш. По старому административному делению входил в провинцию Бейра-Байша. Входит в экономико-статистический субрегион Пиньял-Интериор-Сул, который входит в Центральный регион. Население составляет 422 человека на 2001 год. Занимает площадь 17,17 км².